# Casterton (Australië)
Casterton is een plaats in de Australische deelstaat Victoria en telt 1962 inwoners (2006).